# Thyrnau

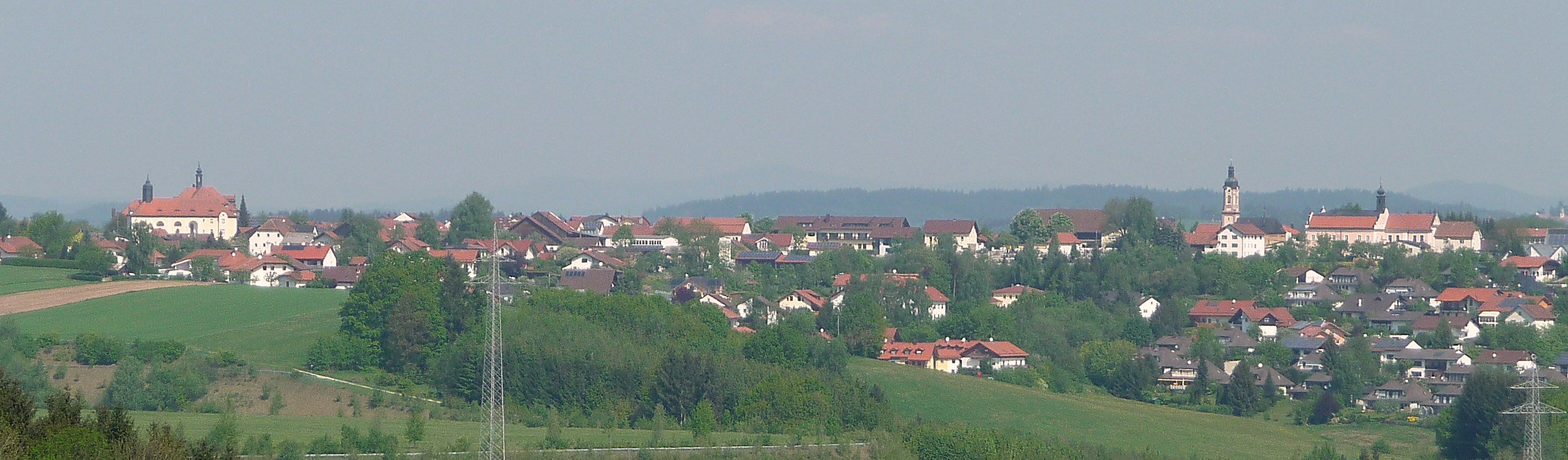
Blick auf Thyrnau von Kellberg aus. Links das Zisterzienserinnenkloster, halbrechts der Turm der Lorettokapelle und ganz rechts die Pfarrkirche

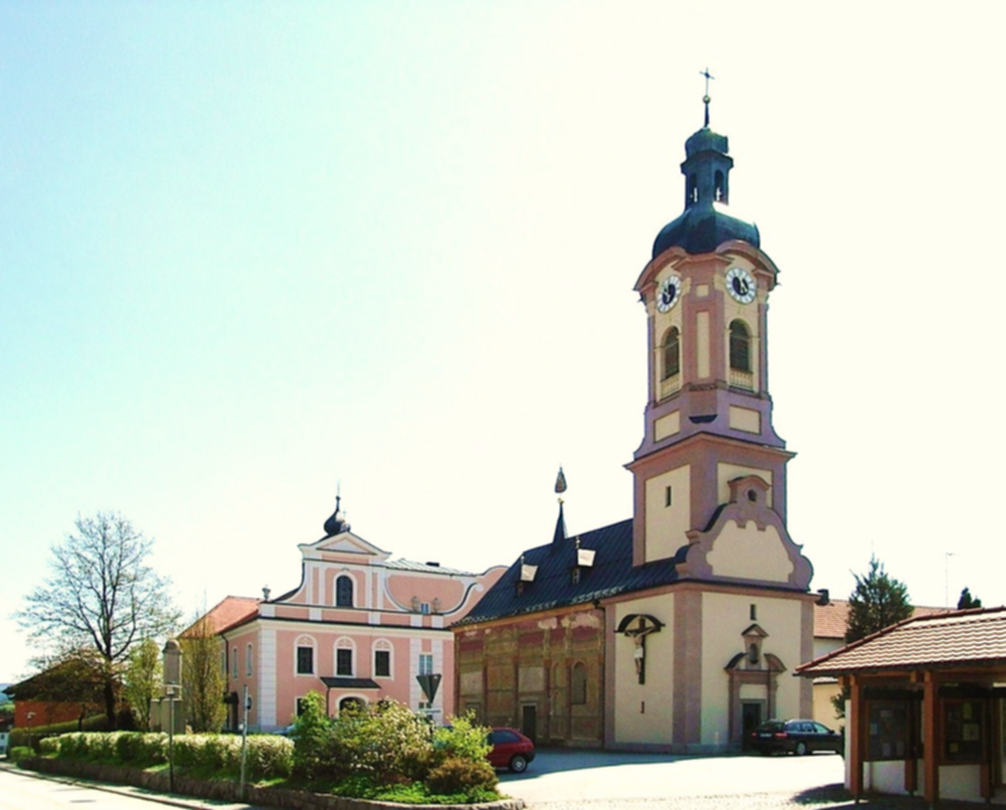
Links die Pfarrkirche, rechts die Lorettokapelle mit markantem Turm

Thyrnau ist eine Gemeinde im niederbayerischen Landkreis Passau. Der gleichnamige Hauptort ist ein staatlich anerkannter Luftkurort.

## Geografie

### Geografische Lage
Thyrnau liegt in der Region Donau-Wald auf den südlichsten Ausläufern des Bayerischen Waldes sowie nördlich über dem tief eingeschnittenen Tal der Donau nicht weit entfernt vom benachbarten Oberösterreich. Der Ort liegt neun Kilometer nordöstlich der Dreiflüssestadt Passau und acht Kilometer südwestlich von Hauzenberg.

### Gemeindegliederung
Es gibt 44 Gemeindeteile:
- Aichet
- Birket
- Buchsee
- Donauwetzdorf
- Eggersdorf
- Facklmühle
- Fattendorf
- Gastering
- Gosting
- Grafmühle
- Grillenberg
- Hitzing
- Hörreut
- Hundsdorf
- Kapfham
- Kelchham
- Kellberg
- Kernmühle
- Kienzlmühle
- Kienzlreuth
- Leithen
- Löwmühle
- Maierhof
- Mittermühle
- Mitteröd
- Panholz
- Papiermühle
- Pulvermühle
- Raßbach
- Satzbach
- Schaibing(-Bahnhof)
- Schmiding
- Schmölz
- Schörgendorf
- Stinglmühle
- Stockethof
- Thyrnau
- Vocking
- Waning
- Weihermühl
- Wingersdorf
- Wolfersdorf
- Zwecking
- Zwölfling

Es gibt die Gemarkungen Thyrnau, Donauwetzdorf und Kellberg.

### Nachbargemeinden
- Passau
- Salzweg
- Büchlberg
- Hauzenberg
- Untergriesbach
- Obernzell
- Esternberg (A)
- Freinberg (A)

## Geschichte

### Bis zur Gemeindegründung
Die Steinzeitsammlung im Rathaus zeigt die Spuren einer frühen Besiedelung. Das Gebiet gehörte seit 1010 aufgrund einer Schenkung Kaiser Heinrichs II. dem Kloster Niedernburg. Zwischen 1200 und 1300 wird Turna, Tiena oder Tuna (= Donau) öfters als Ortschaft erwähnt. Die Hofmark war im Mittelalter Sitz verschiedener Ortsadeliger, der Hofmarksherren. Im Jahre 1257 wurde ein „Wichard de Tyerna“ erwähnt, 1258 „Wernhardus de Tuna“. Das Lehen des Hochstiftes Passau war um 1400 im Besitz der Thyrnau (auch Tyerna oder Tirna) und der Kienast. Achatius von Tyerna beteiligte sich 1431 an einem Aufstand gegen den Bischof. Um 1450 erschienen neben den Kienast die Pschaechel auf Thyrnau. Die Pschaechel starben um 1580 aus. Weitere Schreibweisen für den Namen der Ortschaft waren 1518 Thürnnen, 1616 Thyma und 1812 Thürnau. Der Besitz gelangte danach an die Herren von Schätzl.
Um 1620 stiftete Ulrich von Schätzl das Spital. 1676 unternahm Kaiser Leopold I. kurz nach seiner Trauung in Passau einen Jagdausflug nach Thyrnau, wo Johann Sebastian Schätzl sein Gastgeber war.
Im  Jahre 1692 kaufte Bischof Johann Philipp von Lamberg das Gut. Bischof Leopold Ernst von Firmian ließ den Herrensitz zu einem Jagdschloss ausbauen. 1785 wurde Thyrnau Pfarrvikariat und schon am 16. August 1786 Pfarrei. Thyrnau fiel 1803 im Rahmen der Säkularisation mit dem größten Teil des hochstiftlichen Gebietes an Ferdinand von Toskana und gelangte 1805 an Bayern. Im Jahr 1818 entstand die politische Gemeinde.

### 20. Jahrhundert
Im Jahre 1902 übernahmen Zisterzienserinnen das Schloss und wandelten es in ein Kloster um. Im Pfarrort (und Ortsteil) Kellberg ist eine der Mutterkirchen des Südlichen Bayerischen Waldes zu finden.

### Eingemeindungen
Im Zuge der Gebietsreform in Bayern wurde am 1. April 1971 die Gemeinde Donauwetzdorf eingegliedert. Am 1. Mai 1978 kam Kellberg hinzu.

### Einwohnerentwicklung
Im Zeitraum 1988 bis 2018 wuchs die Gemeinde von 3574 auf 4285 um 711 Einwohner bzw. um 19,9 %.
- 1961: 2747 Einwohner
- 1970: 3175 Einwohner
- 1987: 3534 Einwohner
- 1991: 3804 Einwohner
- 1995: 3944 Einwohner
- 2000: 4038 Einwohner
- 2005: 4125 Einwohner
- 2010: 4190 Einwohner
- 2015: 4343 Einwohner

## Politik

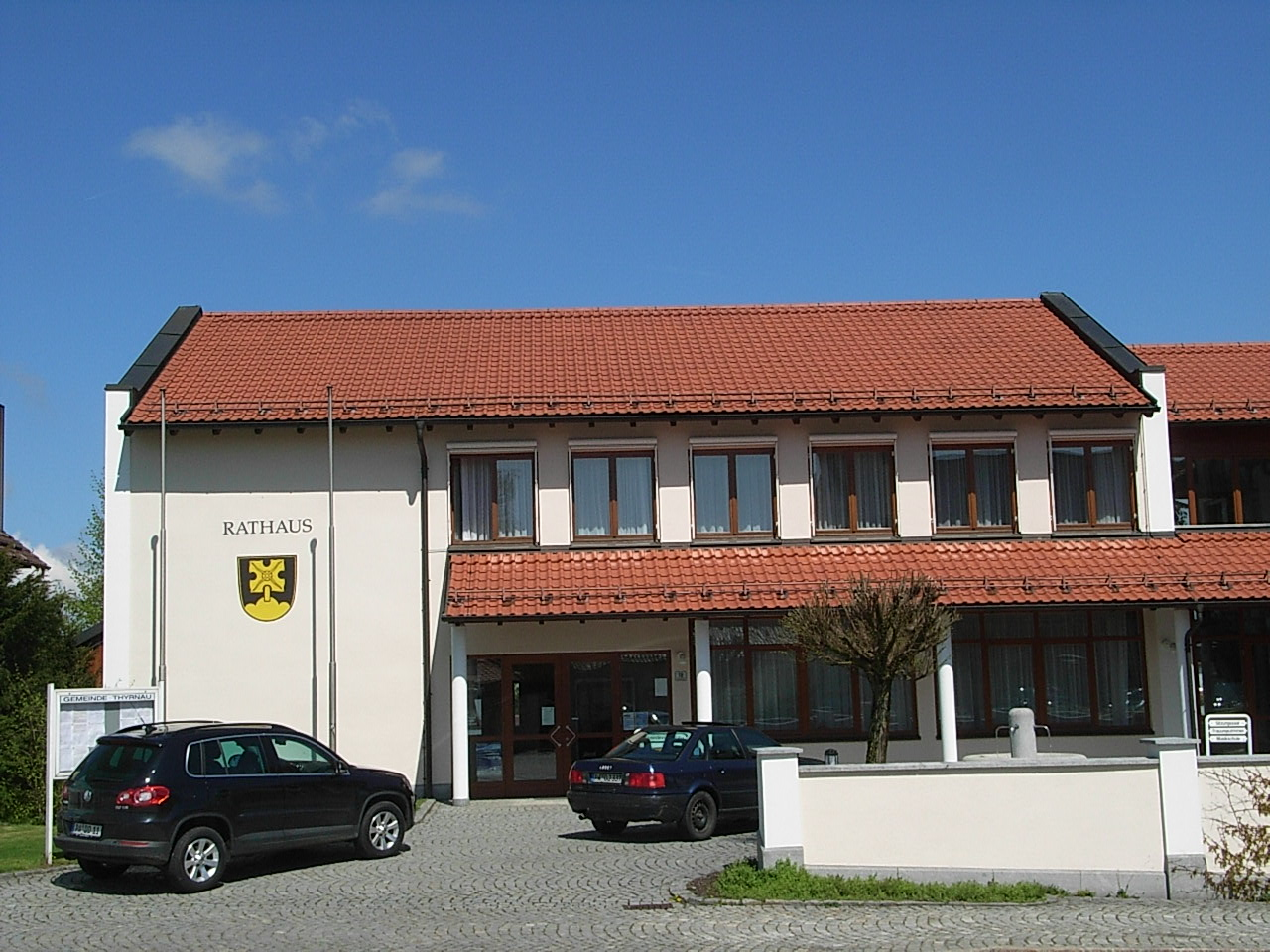
Das Rathaus von Thyrnau

- WG: 7
- CSU: 6
- CWG: 3

### Gemeinderat
Bei der Kommunalwahl vom 15. März 2020 haben von den 3514 stimmberechtigten Einwohnern in der Gemeinde Thyrnau, 2581 von ihrem Wahlrecht Gebrauch gemacht, womit die Wahlbeteiligung bei 73,45 % lag.

### Bürgermeister
- 0000–2014: Eduard Moser (CSU)
- 2014–20250000: Alexander Sagberger (Wähler-Gemeinschaft)
- seit 2025: Franz Mautner (CSU)

Nach dem gesundheitlich bedingten Rücktritt Alexander Sagbergers wurde Franz Mautner am 16. März 2025 mit 95,6 % der Stimmen gewählt.

### Wappen
| Wappen von Thyrnau | Blasonierung: „In Schwarz aus einem goldenen Dreiberg wachsend ein an den Seiten ringförmig eingekerbtes goldenes Blatt.“ |
| Wappen von Thyrnau | Wappenführung seit 1980                                                                                                   |

### ILE Abteiland
Die Gemeinde ist Mitglied der im April 2011 von 11 Kommunen gegründeten Arbeitsgemeinschaft „Integrierte Ländliche Entwicklung Abteiland“ (ILE Abteiland), deren Motto es ist, den Natur-, Kultur- und Wirtschaftsraum Abteiland als lebenswerte Heimat zu erhalten und zu gestalten.

## Kultur und Sehenswürdigkeiten
In dem ehemaligen fürstbischöflichen Schloss befindet sich seit 1902 das Zisterzienserinnenkloster Thyrnau. Die Pfarrkirche St. Franz Xaver beherbergt die „Thyrnauerin“, eine spätgotische Marienstatue. Daneben befindet sich die Loretokapelle.

## Wirtschaft und Infrastruktur

### Gewerbe einschließlich Land- und Forstwirtschaft
Im Jahr 2022 erzielte Thyrnau Einnahmen aus der Gewerbesteuer in Höhe von 2,08 Millionen Euro. Mit einem Gewerbesteuerhebesatz von 330 % ist Thyrnau eine der gewerbesteuerlich attraktiven Gemeinden Deutschlands.
Es gab 1998 nach der amtlichen Statistik  im Bereich der Land- und Forstwirtschaft zehn, im produzierenden Gewerbe 470 und im Bereich Handel und Verkehr 133 sozialversicherungspflichtige Beschäftigte am Arbeitsort. In sonstigen Wirtschaftsbereichen waren am Arbeitsort 221 Personen sozialversicherungspflichtig beschäftigt. Sozialversicherungspflichtig Beschäftigte am Wohnort gab es insgesamt 1352. Im verarbeitenden Gewerbe gab es keine, im Bauhauptgewerbe sechs Betriebe. Zudem bestanden im Jahr 1999 82 landwirtschaftliche Betriebe mit einer landwirtschaftlich genutzten Fläche von 1830 ha, davon waren 1078 ha Ackerfläche und 746 ha Dauergrünfläche.
Die Organisationseinheit Achsgetriebe der ZF Friedrichshafen hat ihren Sitz in Thyrnau und ist auf die Entwicklung und Herstellung von PKW-Achsgetrieben aller Art spezialisiert.

### Bildung
Es gibt folgende Einrichtungen (Stand 2018):
- zwei Kindergärten (mit Kinderkrippen) in Thyrnau und Kellberg mit insgesamt 165 Plätzen und 143 betreuten Kindern
- eine Grundschule in Thyrnau mit Mittags- und Nachmittagsbetreuung, die von 135 Schülern (sieben Klassen) besucht wird

## Persönlichkeiten
- Johann Anetseder (1898–1948), Politiker (CSU), Abgeordneter im Landtag von Bayern
- Alois Johannes Lippl (1903–1957), Intendant, Regisseur, Film- und Hörspielautor. Namensgeber der Grundschule in Thyrnau
- Christian Aigrinner (* 30. März 1919 in Thyrnau OT Hörreuth; † 30. Juni 1983 Deggendorf) war ein deutscher Kunstmaler, Graphiker und Buchillustrator
- Erich Kaltenpoth (* 1907), Mediziner und Unternehmer, lebte in Tyrnau
- Andy Borg (* 1960), Schlagersänger und Moderator, lebt in Thyrnau
- Hans Koller (* 1971), Politiker (CSU), lebt in Thyrnau